# Masłowo (obwód czelabiński)
Masłowo (ros. Маслово) – wieś (sieło) w Rosji, w obwodzie czelabińskim, w rejonie ujskim. W 2010 liczyła 584 mieszkańców.